# Challenge of the Ancient Empires
Challenge of the Ancient Empires (рус. Исследователь античных империй) — компьютерная игра, разработанная в 1990 году американской организацией The Learning Company под операционные системы MS-DOS и Mac OS. Предназначена для развития логического мышления у детей 7—10 лет.

## Описание
Игроку предстоит, управляя персонажем, преодолеть по 4 уровня в четырёх локациях:
- Греция и Рим
- Египет
- Ближний Восток
- Индия и Китай

После их прохождения становится доступной финальная локация. Каждый уровень представляет собой лабиринт, состоящий из совокупности пещер. Игроку необходимо собрать 6 частей артефакта, разбросанных в различных пещерах уровня. Сделать это мешают обитатели пещер и препятствия, характер которых в каждой локации различен. К числу обитателей относятся пауки, насекомые, змеи, летучие мыши, скорпионы и другие животные. Некоторые из них перемещаются только по поверхности, другие — только летают, третьи — находятся на месте, но могут стрелять. Каждое взаимодействие с животными приводит к уменьшению жизни, восстановить которую можно с помощью яблочек, изредка встречающихся в некоторых пещерах. Некоторых из животных можно на время остановить с помощью луча, излучаемого из кепки персонажа. Трудные участки можно пройти, используя защитное поле, которое действует в течение 5 секунд. Его можно использовать 4 раза. Для увеличения высоты прыжка можно использовать реактивный двигатель.
К препятствиям относятся скользящие платформы, которые необходимо убрать, чтобы освободить проход, или, напротив, разместить таким образом, чтобы по ним попасть в недоступный участок. Для этого используются кнопки и рычаги, которые следует нажать в определённой комбинации, либо световые датчики, в которые нужно попасть лучом. Нередко, чтобы попасть в датчик, луч должен отразиться от системы уголковых отражателей, которые нужно настроить, повернув их должным образом с помощью кнопок. Другим типом препятствий являются платформы, на которой изображено кодовое слово из нескольких символов. Чтобы их переместить, необходимо «набрать» это слово с помощью кнопок, расположенных в других участках пещеры. При этом животные тоже могут нажимать на кнопки. Третий тип препятствий — конвейеры, направление движения которых можно изменять, чтобы добраться в недоступные области пещеры.
После того, как все части артефакта будут собраны, появится дверь, войдя в которую нужно будет собрать артефакт из нескольких частей наподобие мозаики. Когда он будет собран, появится его описание, к числу подобных артефактов относятся, например, Розеттский камень, Сфинкс и Маска Агамемнона. После этого игрок должен будет определить 1 из 3 дверей, ведущих на следующий уровень. Для этого необходимо решить логическую задачу.
Всего имеется два уровня сложности — «Explorer» и «Expert». Игра считается пройденной после завершения уровня «Expert». Эти уровни отличаются по характеру препятствий в пещерах, сложности мозаик и логических задач.
В качестве фоновой музыки использованы 9 мелодий — по две в каждой локации и ещё одна в режиме меню. В частности, использована музыка Чайковского, Брамса, Сати.